# Comisión de Hacienda del Congreso de los Diputados
La Comisión de Hacienda es la comisión parlamentaria del Congreso de los Diputados encargada de supervisar la actividad del Ministerio de Hacienda y de sus organismos así como debatir proyectos y proposiciones de ley relativos al ámbito de la Hacienda Pública. Actualmente la comisión se compone de 43 diputados y la presidencia corresponde a Eloy Suárez Lamata, del Partido Popular.
Esta comisión fue creada en 1810, en las Cortes de Cádiz, si bien se reguló por primera vez en el reglamento de 1813. Desde entonces ha existido siempre que el Congreso ha estado activo. Su ámbito competencial ha variado con el tiempo, puesto que la actual Comisión de Economía ha asumido muchas competencias históricas de la Hacienda Pública o de hecho han estado juntas, como en el periodo 1982-2000 cuando se fusionó con la de Economía y la de Comercio llamándose Comisión de Economía, Comercio y Hacienda, o el periodo 2000-2011 cuando se denominaron Comisión de Economía y Hacienda. De forma independiente también ha tenido otras denominaciones como Comisión de Hacienda y Administraciones Públicas entre 2011 y 2016 o Comisión de Hacienda y Función Pública entre 2016 y 2018.

## Presidentes
Comisión de Economía, Comercio y Hacienda
- Arturo Moya Moreno (3 de marzo de 1982-31 de agosto de 1982)
- Francisco José Fernández Ordóñez (2 de diciembre de 1982-3 de enero de 1983)
- Juan Ramallo Massanet (16 de marzo de 1983-2 de septiembre de 1989)
- Luis Martínez Noval (21 de diciembre de 1989-5 de junio de 1990)
- Ángel Martínez Sanjuán (13 de junio de 1990-9 de enero de 1996)

Comisión de Economía y Hacienda
- Jaime Julián García Añoveros (1 de agosto de 1977-10 de noviembre de 1977)
- Santiago Lanzuela (11 de mayo de 2000-20 de enero de 2004)
- Antonio Gutiérrez Vegara (5 de mayo de 2004-27 de septiembre de 2011)

Comisión de Hacienda (independiente)
- Luis Solana Madariaga (10 de noviembre de 1977-2 de enero de 1979)
- Jesús María Viana Santa Cruz (10 de mayo de 1979-9 de abril de 1980)
- Arturo Moya Moreno (6 de mayo de 1980-3 de marzo de 1982)
- Gabriel Elorriaga Pisarik (17 de enero de 2012-27 de octubre de 2015)
- Antonio Pradas (10 de febrero de 2016-5 de marzo de 2019)
- Eloy Suárez Lamata (desde el 30 de julio de 2019)

## Composición actual
Actualmente, la comisión de Hacienda se compone de 43 diputados:
| Mesa de la Comisión | Mesa de la Comisión | Mesa de la Comisión | Mesa de la Comisión                                                                      | Mesa de la Comisión                                                                  | Mesa de la Comisión                             | Mesa de la Comisión  | Mesa de la Comisión               |
| Presidente | Presidente | Vicepresidente primero | Vicepresidente primero                                                                   | Vicepresidente segundo                                                               | Vicepresidente segundo                          | Secretario primero   | Secretario segundo                |
| --- | --- | --- | ---------------------------------------------------------------------------------------- | ------------------------------------------------------------------------------------ | ----------------------------------------------- | -------------------- | --------------------------------- |
| Eloy Suárez (PP) | Eloy Suárez (PP) | José Luis Ramos Rodríguez (PSOE) | José Luis Ramos Rodríguez (PSOE)                                                         | Francisco Javier Cano Leal (Cs)                                                      | Francisco Javier Cano Leal (Cs)                 | Pilar Garrido (UP)   | María Luisa Vilches Ruíz (PSOE)   |
| Miembros de la Comisión | | |                                                                                          |                                                                                      |                                                 |                      |                                   |
| Grupo Socialista | Grupo Popular | Grupo Ciudadanos | Grupo Unidas podemos                                                                     | Grupo VOX                                                                            | Grupo ERC                                       | Grupo Vasco          | Grupo Mixto                       |
| - Patricia Blanquer - María Jesús Calva Ruiz - Beatriz Micaela Carrillo de los Reyes - Juan Cuatrecasas Asua - Odón Elorza - Valentín García Gómez - José Javier Izquierdo Roncero - María Ángeles Marra Domínguez - Montse Mínguez García - Ana Prieto Nieto - María Tamara Raya Rodríguez - Juan Francisco Serrano Martínez - José Zaragoza Alonso | - Concepción Gamarra - Mario Garcés Sanagustín - Juan José Matarí - Jaime de Olano - Víctor Píriz - María Carmen Riolobos Regadera - César Sánchez Pérez | - Francisco de la Torre Díaz - Francisco Javier Fernández-Bravo García - Rodrigo Gómez García - Roberto Hernández Blázquez - María Muñoz Vidal - Vicente Ten Oliver | - Txema Guijarro García - Ione Belarra - Alberto Garzón - Pedro Antonio Honrubia Hurtado | - José María Figaredo Álvarez-Sala - Pablo Sáez Alonso-Muñumer - Manuel Mestre Barea | - Joan Margall Sastre - Joan Capdevila i Esteve | - Idoia Sagastizabal | - José María Mazón - Joan Baldoví |
| Fuente: | | |                                                                                          |                                                                                      |                                                 |                      |                                   |